# Cyril Garbett
Cyril Forster Garbett est un prélat anglican né le 6 février 1875 et mort le 31 décembre 1955.
Il est évêque de Southwark de 1919 à 1932, puis évêque de Winchester de 1932 à 1942 et enfin archevêque d'York de 1942 à 1955.